# Vincenzo Margiotta
Vincenzo Margiotta (Agropoli, 10 gennaio 1917 – Agropoli, 9 marzo 1996) è stato un calciatore e allenatore di calcio italiano, di ruolo attaccante. Con 85 reti, detiene il record di gol totali (53 in campionato e 32 in altri tornei) con la maglia della Salernitana.

## Carriera
Nato ad Agropoli, dove gli è stata dedicata la tribuna dello stadio e dove ha cominciato la carriera, in seguito per la stagione 1942-1943 passò in prestito al Baratta Battipaglia perché era impegnato col servizio militare. Nel 1944 ritorna alla Salernitana che con lui vinse la Coppa della Liberazione, primo torneo dei campani, aiutati dai suoi 9 gol in 6 gare del girone finale ai danni di Internapoli, Torrese e Bagnolese.
Nel 1945 fu il terzo cannoniere con 14 reti nel Campionato regionale misto, mentre nel campionato 1945-1946 fu il miglior realizzatore del club nel torneo di Serie A-B Centro Sud con 7 realizzazioni. Esordì in massima serie il 21 ottobre 1945, in Siena-Salernitana (2-1), disputando una stagione in Divisione Nazionale ed una in Serie A con 37 partite e 10 reti realizzate complessivamente nei due massimi campionati. Il suo nome è legato alla squadra campana: nella stagione 1946-1947, con i suoi 19 gol messi a segno in 23 partite, aiutò i granata a raggiungere la loro prima promozione in Serie A. È detentore del primato di reti segnate in partite ufficiali e non ufficiali con la maglia del club, 85.
Nel campionato di Serie A 1947-1948 Margiotta raggiunse il culmine della sua carriera calcistica; in quell'anno di Serie A i granata si confrontarono con il Grande Torino non riuscendo tuttavia a raggiungere la salvezza dopo aver vinto tredici gare tra le quali Salernitana-Inter (1-0) e Salernitana-Milan (4-3). Assieme al cestista Donato Avenia, Vincenzo Margiotta è tra gli atleti più rappresentativi dello sport cilentano.
Restò alla Salernitana fino al 1948, quando fu ceduto al Taranto; chiuse la carriera giocando con la Battipagliese e l'Agropoli.
È stato allenatore della Battipagliese negli anni cinquanta
È stato allenatore dell'Agropoli nel 1963-64 e nel 1973-74
In carriera ha totalizzato complessivamente 19 presenze e 3 reti nella Serie A a girone unico e 84 presenze e 47 reti in Serie B.

## Palmarès

### Competizioni nazionali
- Campionato italiano di Serie B: 1

Salernitana: 1946-1947